# (6754) Burdenko
(6754) Burdenko (1976 UD4) – planetoida z grupy pasa głównego asteroid okrążająca Słońce w ciągu 3,81 lat w średniej odległości 2,44 j.a. Odkryta 28 października 1976 roku.